# Kaito Morikawa
Kaito Morikawa (jap. 森川海舟 Morikawa Kaito; ur. 30 maja 2000) – japoński zapaśnik walczący w stylu wolnym. Szósty w Pucharze Świata w 2022. Wicemistrz Azji kadetów w 2016 roku.